# Renan (Name)
Renan ist ein männlicher und weiblicher Vorname.

## Herkunft und Bedeutung
Der männliche Vorname Renan ist eine in Frankreich gebräuchliche Variante von Ronan, dem keltischen Namen eines aus Irland stammenden Bischofs und Einsiedlers, der im 6. Jahrhundert christlicher Zeitrechnung auch als Bischof von Corseul (Bretagne) erwähnt wird. Die Reliquien des bald als Heiliger verehrten Mannes kamen nach Quimper, dessen Schutzpatron er gemeinsam mit dem Heiligen Corentin ist. Die bretonische Gemeinde Saint-Renan (Département Finistère) ist nach ihm benannt.
Renan ist auch ein türkischer männlicher und (überwiegend) weiblicher Vorname arabischer Herkunft sowie ein portugiesischer männlicher Vorname, der überwiegend in Brasilien vorkommt.

## Namensträger

### Weiblicher Vorname
- Renan Demirkan (* 1955), deutsche Schriftstellerin und Schauspielerin

### Männlicher Vorname
- Renan Bressan (* 1988), brasilianisch-belarussischer Fußballspieler
- Renan Brito Soares (* 1985), brasilianischer Fußballtorhüter
- Renan Foguinho (* 1989), brasilianischer Fußballspieler
- Renan Lavigne (* 1974), französischer Squashspieler
- Renan Luce (* 1980), französischer Liedermacher
- Renan Martins (1997–2017), brasilianischer Fußballspieler
- Renan dos Santos (* 1989), brasilianischer Fußballtorhüter
- Hikmet Renan Şekeroğlu (* 1960), türkischer Diplomat
- Renan Souza Diniz (* 1993), brasilianischer Fußballspieler
- Renan Wagner (* 1991), deutsch-brasilianischer Fußballspieler
- Renan Dal Zotto (* 1960), brasilianischer Volleyballspieler und -trainer

### Familienname
- Diego Renan (* 1990), brasilianischer Fußballspieler
- Ernest Renan (1823–1892), französischer Religionswissenschaftler, Orientalist und Schriftsteller

### Künstlername
- Sergio Renán (1933–2015), argentinischer Schauspieler, Regisseur und Opernintendant